# 10549 Гельсінгбург
10549 Гельсінгбург (10549 Helsingborg) — астероїд головного поясу, відкритий 2 вересня 1992 року.
Тіссеранів параметр щодо Юпітера — 3,376.